# Salzburg városának történelmi központja
Salzburg, az azonos nevű szövetségi tartomány székhelye a Salzach partján fekszik a német-osztrák határnál. A várost a világ turisztikai szempontból legérdekesebb desztinációi közé sorolják. Az óváros az UNESCO által jegyzett világörökség része. 
A Salzach bal partján található az óváros központja, a terjedelmes Residenzplatz. A tér közepén az északi Alpok legnagyobb barokk kútja díszeleg. Itt található a régi salzburgi érsekek székhelye. Az épület termeiben a reneszánsz, a barokk és a klasszicizmus harmóniájában gyönyörködhetünk. A kézművesség, az épület- és tetőfestészet mestermunkái, továbbá freskók, stílbútorok, márványajtók és értékes órák emlékeztetnek minket az akkori idők pompájára és fényűzésére.
A Domplatzon pillanthatjuk meg a Dómot, melyet Salzburgi Szent Rupertről és Szent Virgil-ről neveztek el. A háromemeletes homlokzat Salzburg jelképe. A hatalmas hajóban 10 ezer ember fér el. Az épület belseje bővelkedik műkincsekben. 
Nem mehetünk el észrevétlenül a „Haus der Natur” Múzeum mellett, melyben a természet csodái kerülnek bemutatására és melynek kiállítástechnikája Európa szerte híres.
Naponta több ezer turista szeli át az óváros bevásárlóutcáját a Getreidegasse-t. Wolfgang Amadeus Mozart 1756. január 27-én a 9-es szám alatti házban született. Szülőházában található kiállításon megtekinthetjük műveit és vagyontárgyait.

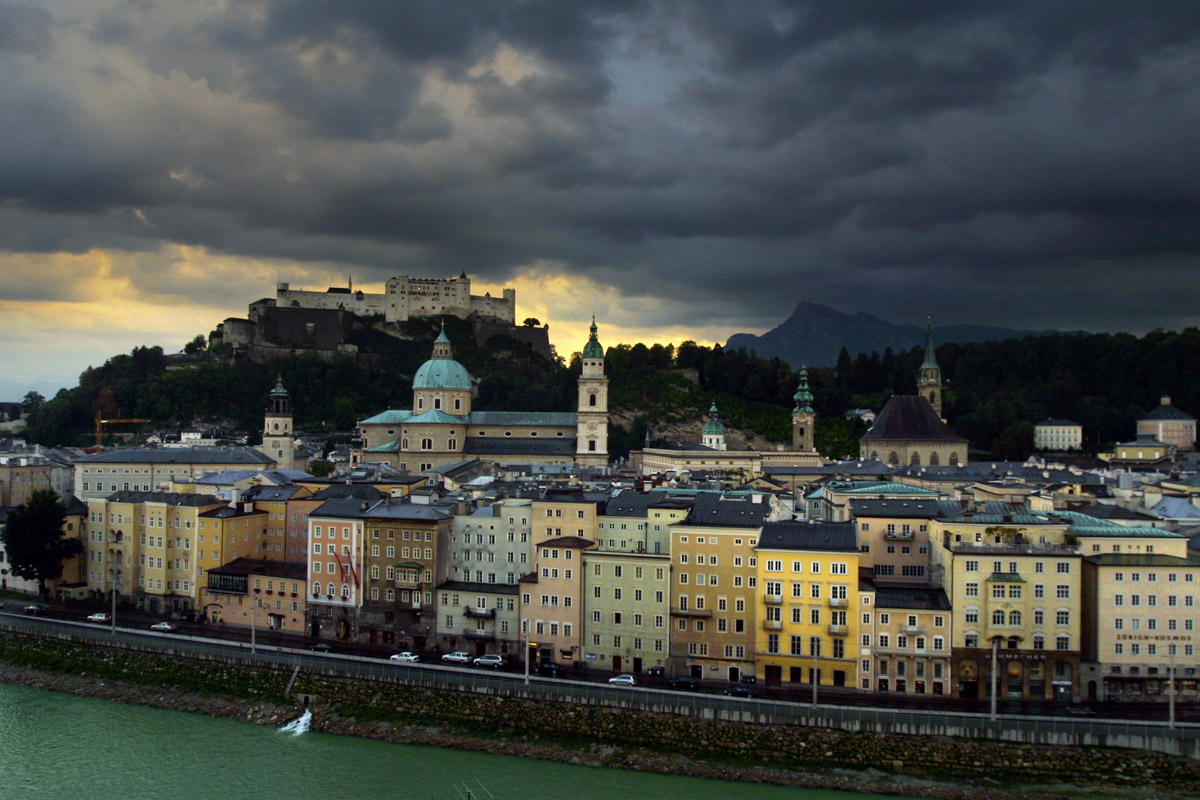
Kilátás a Kapuzinerbergről a salzburgi óvárosra